# Lagoptera metaxantha
Lagoptera metaxantha är en fjärilsart som beskrevs av George Francis Hampson 1913. Lagoptera metaxantha ingår i släktet Lagoptera och familjen nattflyn. Inga underarter finns listade i Catalogue of Life.